# Треблінка (Мазовецьке воєводство)
Треблінка (пол. Treblinka) — село в Польщі, у гміні Малкіня-Ґурна Островського повіту Мазовецького воєводства.
Населення — 227 осіб (2011).
У 1975-1998 роках село належало до Остроленцького воєводства.

## Демографія
Демографічна структура станом на 31 березня 2011 року:
|          | Загалом | Допрацездатний вік | Працездатний вік | Постпрацездатний вік |
| -------- | ------- | ------------------ | ---------------- | -------------------- |
| Чоловіки | 111     | 22                 | 72               | 17                   |
| Жінки    | 116     | 20                 | 59               | 37                   |
| Разом    | 227     | 42                 | 131              | 54                   |